# Dissidia Final Fantasy
Dissidia Final Fantasy (ディシディア ファイナルファンタジー, Dishidia Fainaru Fantajī) é um jogo eletrônico de luta com elementos de RPG de ação, desenvolvido e publicado pela Square Enix exclusivamente para o PlayStation Portable como parte das comemorações dos vinte anos da série Final Fantasy. Ele foi lançado em 18 de dezembro de 2008 no Japão, em 25 de agosto de 2009 na América do Norte e em setembro em outros territórios.
O jogo possui personagens desde o primeiro título da série e se centra em um grande conflito entre Cosmos, a deusa da harmonia, e o Chaos, o deus da discórdia. Os dois convocam diversos guerreiros para lutarem no seu lado em sua décima terceira guerra. O jogador controla Rubicante Charger,com Quistis e Neon ou dez guerreiros escolhidos por Cosmos, que são os protagonistas dos dez primeiros jogos principais da série Final Fantasy. A versão internacional e norte-americana também dá acesso a outras funcionalidades como um modo arcade.
A ideia de Dissidia partiu do desejo de Tetsuya Nomura de criar um spin-off para a franquia, porém acabou alterado para pertencer à série Final Fantasy. Além de desenhar os personagens, Nomura trabalhou com a equipe da Square Enix a fim de deixar o jogo mais atrativo aos jogadores ocidentais. Dissidia foi bem recebido crítica e comercialmente, vendendo mais de um milhão de cópias mundialmente. Uma sequência chamada Dissidia 012 Final Fantasy foi lançada em 2011 e possui vários personagens novos e elementos de jogabilidade.

## Jogabilidade
O gênero de Dissidia: Final Fantasy foi descrito como "ação progressiva" e seus gráficos  são em três dimensões. Possui multiplayer para até dois jogadores via rede wireless e lutas que envolvem o uso de técnicas individuais especiais dos personagens para fazer dano aos oponentes. Os jogadores também podem customizar seus personagens com equipamentos.
O objetivo principal é reduzir o HP (Health Points ou "Pontos de Vida") do oponente a zero. Uma ofensiva é mostrada na forma numérica sendo chamada Bravery Points (BRV) ou "Pontos de Bravura".
Outra novidade do sistema de combate é a "EX Gauge", da qual pode ser preenchida de várias formas, desde atacando, sendo atacado ou obtendo núcleos EX espalhados pelo cenário. Uma vez que a "EX Gauge" está completa, o personagem pode entrar no EX Mode, que ao acertar os comandos que aparecem na tela, um ataque inevitável e arrasador similar aos conhecidos Limit Break visto em jogos da série Final Fantasy é executado.

## Sinopse
A história gira em torno de dois deuses: Cosmos, a deusa da harmonia, e Chaos, o deus da discórdia. Os dois têm estado num eterno conflito com o "Mundo B", uma dimensão-espelho do "Mundo A", onde o primeiro Final Fantasy se passa, invocando diversos guerreiros de outros mundos da série principal para batalhar num ciclo sem fim de morte e renascimento até encontrar o equilíbrio, sendo necessário derrotar Chaos.
Cosmos dá a dez guerreiros a tarefa de trazer de volta os dez cristais que ajudarão a derrotar Chaos. Os heróis, então, iniciam uma jornada chamada Destiny Odissey ("Odisseia do Destino"), por onde suas respectivas estórias são recontadas e intercaladas com outras. Durante a jornada, os heróis encontram seus vilões originais, derrotando-os e reobtendo seus cristais.

## Personagens controláveis
O jogo une heróis e vilões dos jogos anteriores da série Final Fantasy.
No total, o jogo possui vinte e dois personagens jogáveis: onze heróis e onze vilões, cada um representando desde Final Fantasy I até Final Fantasy X. Há, ainda, dois personagens secretos: uma heroina representando Final Fantasy XI, e um vilão representando Final Fantasy XII.
Inicialmente, somente dez principais heróis são jogáveis em todos os modos de jogo; os dez vilões são jogáveis no Modo Arcade, tendo de ser desbloqueados em todos os outros modos de jogo.
O equipamentos dos personagem é customizável e pode ganhar EXP e Gil (dinheiro do jogo) das batalhas.
Segue, abaixo, a lista de personagens:
| Herói            | Jogo de origem     | Dublador japonês   | Dublador americano  |
| ---------------- | ------------------ | ------------------ | ------------------- |
| Warrior of Light | Final Fantasy      | Toshihiko Seki     | Grant George        |
| Firion           | Final Fantasy II   | Hikaru Midorikawa  | Johnny Yong Bosch   |
| Luneth           | Final Fantasy III  | Jun Fukuyama       | Aaron Spann         |
| Cecil Harvey     | Final Fantasy IV   | Shizuma Hodoshima  | Yuri Lowenthal      |
| Bartz Klauser    | Final Fantasy V    | Sōichirō Hoshi     | Jason Spisak        |
| Terra Branford   | Final Fantasy VI   | Yukari Fukui       | Natalie Lander      |
| Cloud Strife     | Final Fantasy VII  | Takahiro Sakurai   | Steve Burton        |
| Squall Leonhart  | Final Fantasy VIII | Hideo Ishikawa     | Doug Erholtz        |
| Zidane Tribal    | Final Fantasy IX   | Romi Park          | Bryce Papenbrook    |
| Tidus            | Final Fantasy X    | Masakazu Morita    | James Arnold Taylor |
| Shantotto        | Final Fantasy XI   | Megumi Hayashibara | Candi Milo          |

| Vilão               | Jogo de origem     | Dublador japonês   | Dublador americano      |
| ------------------- | ------------------ | ------------------ | ----------------------- |
| Garland             | Final Fantasy      | Kenji Utsumi       | Christopher Sabat       |
| Imperador Palamecia | Final Fantasy II   | Kenyu Horiuchi     | Christopher Corey Smith |
| Cloud of Darkness   | Final Fantasy III  | Masako Ikeda       | Laura Bailey            |
| Golbez              | Final Fantasy IV   | Takeshi Kaga       | Peter Beckman           |
| Exdeath             | Final Fantasy V    | Tarō Ishida        | Gerald C. Rivers        |
| Kefka Palazzo       | Final Fantasy VI   | Shigeru Chiba      | Dave Wittenberg         |
| Sephiroth           | Final Fantasy VII  | Toshiyuki Morikawa | George Newbern          |
| Ultimecia           | Final Fantasy VIII | Atsuko Tanaka      | Tasia Valenza           |
| Kuja                | Final Fantasy IX   | Akira Ishida       | JD Cullum               |
| Jecht               | Final Fantasy X    | Masuo Amada        | Gregg Berger            |
| Gabranth            | Final Fantasy XII  | Akio Ohtsuka       | Keith Ferguson          |

## Música
Dissidia Final Fantasy Original Soundtrack foi lançado em 24 de Dezembro de 2008, e está disponível tanto nas versões regular e special, similar ao jogo. O tema principal do jogo é "The Messenger" de Your Favorite Enemies.
As faixas "Cosmos" e "Chaos - Last Battle 1" também foram tocadas por Your Favorite Enemies. O tema principal possui as letras de "Cosmos" e "Chaos - Last Battle 1."  "Cosmos" possui voz feminina, enquanto "Chaos" é dominada por vozes masculinas. As outras faixas são remixes feitas por Ishimoto das última versões das músicas originais de Final Fantasy compostas por Nobuo Uematsu.
Faixas
| \| # \| Título Japonês \| Título em Inglês \| Duração \| \| -- \| ------------------------------------------------------------------------ \| ---------------------------------------------------------------- \| ------- \| \| 01 \| 「DISSIDIA -opening-」from DISSIDIA FINAL FANTASY \| "DISSIDIA -opening-" from DISSIDIA FINAL FANTASY \| 5:34 \| \| 02 \| 「プレリュード -menu-」from DISSIDIA FINAL FANTASY \| "Prelude -menu-" from DISSIDIA FINAL FANTASY \| 3:00 \| \| 03 \| 「DISSIDIA -menu-」from DISSIDIA FINAL FANTASY \| "DISSIDIA -menu-" from DISSIDIA FINAL FANTASY \| 1:24 \| \| 04 \| 「守るべき秩序」from DISSIDIA FINAL FANTASY \| "Keeping the Peace" from DISSIDIA FINAL FANTASY \| 2:26 \| \| 05 \| 「Cosmos」from DISSIDIA FINAL FANTASY \| "Cosmos" from DISSIDIA FINAL FANTASY \| 6:09 \| \| 06 \| 「勝利ファンファーレ -Cosmos-」from DISSIDIA FINAL FANTASY \| "Victory Fanfare -Cosmos-" from DISSIDIA FINAL FANTASY \| 1:13 \| \| 07 \| 「メインテーマ -arrange-」from FINAL FANTASY I \| "Main Theme -arrange-" from FINAL FANTASY I \| 1:29 \| \| 08 \| 「戦闘シーン -arrange-」from FINAL FANTASY I \| "Battle -arrange-" from FINAL FANTASY I \| 3:33 \| \| 09 \| 「ダンジョン -arrange-」from FINAL FANTASY I \| "Dungeon -arrange-" from FINAL FANTASY I \| 2:27 \| \| 10 \| 「メインテーマ -arrange-」from FINAL FANTASY II \| "Main Theme -arrange-" from FINAL FANTASY II \| 1:56 \| \| 11 \| 「戦闘シーン1 -arrange-」from FINAL FANTASY II \| "Battle Theme 1 -arrange-" from FINAL FANTASY II \| 3:44 \| \| 12 \| 「戦闘シーン2 -arrange-」from FINAL FANTASY II \| "Battle Theme 2 -arrange-" from FINAL FANTASY II \| 2:53 \| \| 13 \| 「光の戦士達」from DISSIDIA FINAL FANTASY \| "Warriors of Light" from DISSIDIA FINAL FANTASY \| 0:35 \| \| 14 \| 「悠久の風 -arrange-」from FINAL FANTASY III \| "Eternal Wind -arrange-" from FINAL FANTASY III \| 2:23 \| \| 15 \| 「バトル2 -arrange-」from FINAL FANTASY III \| "Battle 2 -arrange-" from FINAL FANTASY III \| 3:02 \| \| 16 \| 「最後の死闘 -arrange-」from FINAL FANTASY III \| "This Is the Last Battle -arrange-" from FINAL FANTASY III \| 1:59 \| \| 17 \| 「臨戦」from DISSIDIA FINAL FANTASY \| "Battle Preparations" from DISSIDIA FINAL FANTASY \| 1:48 \| \| 18 \| 「ファイナルファンタジーIV メインテーマ -arrange-」from FINAL FANTASY IV \| "Main Theme of Final Fantasy IV -arrange-" from FINAL FANTASY IV \| 2:40 \| \| 19 \| 「ゴルベーザ四天王とのバトル -arrange-」from FINAL FANTASY IV \| "Battle with the Four Fiends -arrange-" from FINAL FANTASY IV \| 3:12 \| \| 20 \| 「バトル2 -arrange-」from FINAL FANTASY IV \| "Battle 2 -arrange-" from FINAL FANTASY IV \| 2:26 \| \| 21 \| 「勝利ファンファーレ -Chaos-」from DISSIDIA FINAL FANTASY \| "Victory Fanfare -Chaos-" from DISSIDIA FINAL FANTASY \| 1:20 \| \| 22 \| 「4つの心 -arrange-」from FINAL FANTASY V \| "Four Hearts -arrange-" from FINAL FANTASY V \| 1:50 \| \| 23 \| 「ビッグブリッヂの死闘 -arrange-」from FINAL FANTASY V \| "Battle at the Big Bridge -arrange-" from FINAL FANTASY V \| 2:29 \| \| 24 \| 「バトル1 -arrange-」from FINAL FANTASY V \| "Battle 1 -arrange-" from FINAL FANTASY V \| 1:15 \| \| 25 \| 「思惑の果て」from DISSIDIA FINAL FANTASY \| "At Presentiment's Edge" from DISSIDIA FINAL FANTASY \| 3:12 \| \| 26 \| 「ティナのテーマ -arrange-」from FINAL FANTASY VI \| "Terra's Theme -arrange-" from FINAL FANTASY VI \| 1:06 \| \| 27 \| 「決戦 -arrange-」from FINAL FANTASY VI \| "The Decisive Battle -arrange-" from FINAL FANTASY VI \| 1:57 \| \| 28 \| 「死闘 -arrange-」from FINAL FANTASY VI \| "Battle to the Death -arrange-" from FINAL FANTASY VI \| 2:29 \| \| 29 \| 「胎動」from DISSIDIA FINAL FANTASY \| "The Quickening" from DISSIDIA FINAL FANTASY \| 1:59 \| \| 30 \| 「進軍」from DISSIDIA FINAL FANTASY \| "The Troops' Advance" from DISSIDIA FINAL FANTASY \| 2:34 \| |                                                                          |                                                                  |         |
| # | Título Japonês                                                           | Título em Inglês                                                 | Duração |
| 01 | 「DISSIDIA -opening-」from DISSIDIA FINAL FANTASY                        | "DISSIDIA -opening-" from DISSIDIA FINAL FANTASY                 | 5:34    |
| 02 | 「プレリュード -menu-」from DISSIDIA FINAL FANTASY                       | "Prelude -menu-" from DISSIDIA FINAL FANTASY                     | 3:00    |
| 03 | 「DISSIDIA -menu-」from DISSIDIA FINAL FANTASY                           | "DISSIDIA -menu-" from DISSIDIA FINAL FANTASY                    | 1:24    |
| 04 | 「守るべき秩序」from DISSIDIA FINAL FANTASY                              | "Keeping the Peace" from DISSIDIA FINAL FANTASY                  | 2:26    |
| 05 | 「Cosmos」from DISSIDIA FINAL FANTASY                                    | "Cosmos" from DISSIDIA FINAL FANTASY                             | 6:09    |
| 06 | 「勝利ファンファーレ -Cosmos-」from DISSIDIA FINAL FANTASY               | "Victory Fanfare -Cosmos-" from DISSIDIA FINAL FANTASY           | 1:13    |
| 07 | 「メインテーマ -arrange-」from FINAL FANTASY I                           | "Main Theme -arrange-" from FINAL FANTASY I                      | 1:29    |
| 08 | 「戦闘シーン -arrange-」from FINAL FANTASY I                             | "Battle -arrange-" from FINAL FANTASY I                          | 3:33    |
| 09 | 「ダンジョン -arrange-」from FINAL FANTASY I                             | "Dungeon -arrange-" from FINAL FANTASY I                         | 2:27    |
| 10 | 「メインテーマ -arrange-」from FINAL FANTASY II                          | "Main Theme -arrange-" from FINAL FANTASY II                     | 1:56    |
| 11 | 「戦闘シーン1 -arrange-」from FINAL FANTASY II                           | "Battle Theme 1 -arrange-" from FINAL FANTASY II                 | 3:44    |
| 12 | 「戦闘シーン2 -arrange-」from FINAL FANTASY II                           | "Battle Theme 2 -arrange-" from FINAL FANTASY II                 | 2:53    |
| 13 | 「光の戦士達」from DISSIDIA FINAL FANTASY                                | "Warriors of Light" from DISSIDIA FINAL FANTASY                  | 0:35    |
| 14 | 「悠久の風 -arrange-」from FINAL FANTASY III                             | "Eternal Wind -arrange-" from FINAL FANTASY III                  | 2:23    |
| 15 | 「バトル2 -arrange-」from FINAL FANTASY III                              | "Battle 2 -arrange-" from FINAL FANTASY III                      | 3:02    |
| 16 | 「最後の死闘 -arrange-」from FINAL FANTASY III                           | "This Is the Last Battle -arrange-" from FINAL FANTASY III       | 1:59    |
| 17 | 「臨戦」from DISSIDIA FINAL FANTASY                                      | "Battle Preparations" from DISSIDIA FINAL FANTASY                | 1:48    |
| 18 | 「ファイナルファンタジーIV メインテーマ -arrange-」from FINAL FANTASY IV | "Main Theme of Final Fantasy IV -arrange-" from FINAL FANTASY IV | 2:40    |
| 19 | 「ゴルベーザ四天王とのバトル -arrange-」from FINAL FANTASY IV            | "Battle with the Four Fiends -arrange-" from FINAL FANTASY IV    | 3:12    |
| 20 | 「バトル2 -arrange-」from FINAL FANTASY IV                               | "Battle 2 -arrange-" from FINAL FANTASY IV                       | 2:26    |
| 21 | 「勝利ファンファーレ -Chaos-」from DISSIDIA FINAL FANTASY                | "Victory Fanfare -Chaos-" from DISSIDIA FINAL FANTASY            | 1:20    |
| 22 | 「4つの心 -arrange-」from FINAL FANTASY V                                | "Four Hearts -arrange-" from FINAL FANTASY V                     | 1:50    |
| 23 | 「ビッグブリッヂの死闘 -arrange-」from FINAL FANTASY V                   | "Battle at the Big Bridge -arrange-" from FINAL FANTASY V        | 2:29    |
| 24 | 「バトル1 -arrange-」from FINAL FANTASY V                                | "Battle 1 -arrange-" from FINAL FANTASY V                        | 1:15    |
| 25 | 「思惑の果て」from DISSIDIA FINAL FANTASY                                | "At Presentiment's Edge" from DISSIDIA FINAL FANTASY             | 3:12    |
| 26 | 「ティナのテーマ -arrange-」from FINAL FANTASY VI                        | "Terra's Theme -arrange-" from FINAL FANTASY VI                  | 1:06    |
| 27 | 「決戦 -arrange-」from FINAL FANTASY VI                                  | "The Decisive Battle -arrange-" from FINAL FANTASY VI            | 1:57    |
| 28 | 「死闘 -arrange-」from FINAL FANTASY VI                                  | "Battle to the Death -arrange-" from FINAL FANTASY VI            | 2:29    |
| 29 | 「胎動」from DISSIDIA FINAL FANTASY                                      | "The Quickening" from DISSIDIA FINAL FANTASY                     | 1:59    |
| 30 | 「進軍」from DISSIDIA FINAL FANTASY                                      | "The Troops' Advance" from DISSIDIA FINAL FANTASY                | 2:34    |

| \| # \| Título em Japonês \| Título em Inglês \| Duração \| \| -- \| -------------------------------------------------------------- \| ------------------------------------------------------------------ \| ------- \| \| 01 \| 「F.F.VII メインテーマ -arrange-」from FINAL FANTASY VII \| "Main Theme of Final Fantasy VII -arrange-" from FINAL FANTASY VII \| 2:21 \| \| 02 \| 「片翼の天使 -orchestra version-」from FINAL FANTASY VII \| "One-Winged Angel -orchestra version-" from FINAL FANTASY VII \| 4:26 \| \| 03 \| 「更に闘う者達 -arrange-」from FINAL FANTASY VII \| "Fight On! -arrange-" from FINAL FANTASY VII \| 3:07 \| \| 04 \| 「一時の安息」from DISSIDIA FINAL FANTASY \| "A Brief Respite" from DISSIDIA FINAL FANTASY \| 0:54 \| \| 05 \| 「Blue Fields -arrange-」from FINAL FANTASY VIII \| "Blue Fields -arrange-" from FINAL FANTASY VIII \| 2:15 \| \| 06 \| 「Don't be Afraid -arrange-」from FINAL FANTASY VIII \| "Don't Be Afraid -arrange-" from FINAL FANTASY VIII \| 2:55 \| \| 07 \| 「The Extreme -original-」from FINAL FANTASY VIII \| "The Extreme -original-" from FINAL FANTASY VIII \| 4:19 \| \| 08 \| 「敗北ファンファーレ」from DISSIDIA FINAL FANTASY \| "Defeat Fanfare" from DISSIDIA FINAL FANTASY \| 0:51 \| \| 09 \| 「あの丘を越えて-arrange-」from FINAL FANTASY IX \| "Over the Hill -arrange-" from FINAL FANTASY IX \| 2:37 \| \| 10 \| 「Battle 1 -arrange-」from FINAL FANTASY IX \| "Battle 1 -arrange-" from FINAL FANTASY IX \| 3:15 \| \| 11 \| 「Battle 2 -original-」from FINAL FANTASY IX \| "Battle 2 -original-" from FINAL FANTASY IX \| 3:58 \| \| 12 \| 「マンボ de チョコボ -original-」from FINAL FANTASY V \| "Mambo de Chocobo -original-" from FINAL FANTASY V \| 1:11 \| \| 13 \| 「萌動 -arrange-」from FINAL FANTASY X \| "Movement in Green -arrange-" from FINAL FANTASY X \| 2:10 \| \| 14 \| 「Otherworld -original-」from FINAL FANTASY X \| "Otherworld -original-" from FINAL FANTASY X \| 3:14 \| \| 15 \| 「ノーマルバトル -original-」from FINAL FANTASY X \| "Battle Theme -original-" from FINAL FANTASY X \| 3:11 \| \| 16 \| 「勝利のファンファーレ -original-」from FINAL FANTASY V \| "Victory Fanfare -original-" from FINAL FANTASY V \| 0:44 \| \| 17 \| 「The Federation of Windurst -original-」from FINAL FANTASY XI \| "The Federation of Windurst -original-" from FINAL FANTASY XI \| 2:54 \| \| 18 \| 「Battle in the Dungeon #2 -original-」from FINAL FANTASY XI \| "Battle in the Dungeon #2 -original-" from FINAL FANTASY XI \| 1:32 \| \| 19 \| 「帝国のテーマ -original-」from FINAL FANTASY XII \| "Theme of the Empire -original-" from FINAL FANTASY XII \| 3:56 \| \| 20 \| 「Boss Battle -original-」from FINAL FANTASY XII \| "Boss Battle -original-" from FINAL FANTASY XII \| 3:25 \| \| 21 \| 「Answer」from DISSIDIA FINAL FANTASY \| "Answer" from DISSIDIA FINAL FANTASY \| 1:53 \| \| 22 \| 「Chaos -Last Battle 1-」from DISSIDIA FINAL FANTASY \| "Chaos -Last Battle 1-" from DISSIDIA FINAL FANTASY \| 5:41 \| \| 23 \| 「FINAL FANTASY」from DISSIDIA FINAL FANTASY \| "FINAL FANTASY" from DISSIDIA FINAL FANTASY \| 2:13 \| \| 24 \| 「DISSIDIA -ending-」from DISSIDIA FINAL FANTASY \| "DISSIDIA -ending-" from DISSIDIA FINAL FANTASY \| 8:41 \| \| 25 \| THE MESSENGER (Bonus Track) \| THE MESSENGER (Bonus Track) \| 4:13 \| |                                                                |                                                                    |         |
| # | Título em Japonês                                              | Título em Inglês                                                   | Duração |
| 01 | 「F.F.VII メインテーマ -arrange-」from FINAL FANTASY VII       | "Main Theme of Final Fantasy VII -arrange-" from FINAL FANTASY VII | 2:21    |
| 02 | 「片翼の天使 -orchestra version-」from FINAL FANTASY VII       | "One-Winged Angel -orchestra version-" from FINAL FANTASY VII      | 4:26    |
| 03 | 「更に闘う者達 -arrange-」from FINAL FANTASY VII               | "Fight On! -arrange-" from FINAL FANTASY VII                       | 3:07    |
| 04 | 「一時の安息」from DISSIDIA FINAL FANTASY                      | "A Brief Respite" from DISSIDIA FINAL FANTASY                      | 0:54    |
| 05 | 「Blue Fields -arrange-」from FINAL FANTASY VIII               | "Blue Fields -arrange-" from FINAL FANTASY VIII                    | 2:15    |
| 06 | 「Don't be Afraid -arrange-」from FINAL FANTASY VIII           | "Don't Be Afraid -arrange-" from FINAL FANTASY VIII                | 2:55    |
| 07 | 「The Extreme -original-」from FINAL FANTASY VIII              | "The Extreme -original-" from FINAL FANTASY VIII                   | 4:19    |
| 08 | 「敗北ファンファーレ」from DISSIDIA FINAL FANTASY              | "Defeat Fanfare" from DISSIDIA FINAL FANTASY                       | 0:51    |
| 09 | 「あの丘を越えて-arrange-」from FINAL FANTASY IX               | "Over the Hill -arrange-" from FINAL FANTASY IX                    | 2:37    |
| 10 | 「Battle 1 -arrange-」from FINAL FANTASY IX                    | "Battle 1 -arrange-" from FINAL FANTASY IX                         | 3:15    |
| 11 | 「Battle 2 -original-」from FINAL FANTASY IX                   | "Battle 2 -original-" from FINAL FANTASY IX                        | 3:58    |
| 12 | 「マンボ de チョコボ -original-」from FINAL FANTASY V          | "Mambo de Chocobo -original-" from FINAL FANTASY V                 | 1:11    |
| 13 | 「萌動 -arrange-」from FINAL FANTASY X                         | "Movement in Green -arrange-" from FINAL FANTASY X                 | 2:10    |
| 14 | 「Otherworld -original-」from FINAL FANTASY X                  | "Otherworld -original-" from FINAL FANTASY X                       | 3:14    |
| 15 | 「ノーマルバトル -original-」from FINAL FANTASY X              | "Battle Theme -original-" from FINAL FANTASY X                     | 3:11    |
| 16 | 「勝利のファンファーレ -original-」from FINAL FANTASY V        | "Victory Fanfare -original-" from FINAL FANTASY V                  | 0:44    |
| 17 | 「The Federation of Windurst -original-」from FINAL FANTASY XI | "The Federation of Windurst -original-" from FINAL FANTASY XI      | 2:54    |
| 18 | 「Battle in the Dungeon #2 -original-」from FINAL FANTASY XI   | "Battle in the Dungeon #2 -original-" from FINAL FANTASY XI        | 1:32    |
| 19 | 「帝国のテーマ -original-」from FINAL FANTASY XII              | "Theme of the Empire -original-" from FINAL FANTASY XII            | 3:56    |
| 20 | 「Boss Battle -original-」from FINAL FANTASY XII               | "Boss Battle -original-" from FINAL FANTASY XII                    | 3:25    |
| 21 | 「Answer」from DISSIDIA FINAL FANTASY                          | "Answer" from DISSIDIA FINAL FANTASY                               | 1:53    |
| 22 | 「Chaos -Last Battle 1-」from DISSIDIA FINAL FANTASY           | "Chaos -Last Battle 1-" from DISSIDIA FINAL FANTASY                | 5:41    |
| 23 | 「FINAL FANTASY」from DISSIDIA FINAL FANTASY                   | "FINAL FANTASY" from DISSIDIA FINAL FANTASY                        | 2:13    |
| 24 | 「DISSIDIA -ending-」from DISSIDIA FINAL FANTASY               | "DISSIDIA -ending-" from DISSIDIA FINAL FANTASY                    | 8:41    |
| 25 | THE MESSENGER (Bonus Track)                                    | THE MESSENGER (Bonus Track)                                        | 4:13    |